# Kigali FC
El Kigali FC fue un equipo de fútbol de Ruanda que jugó en la Primera División de Ruanda, la primera categoría de fútbol en el país.

## Historia
Fue fundado en el año 2000 en la capital Kigali por el entonces alcalde de Kigali Mark Kabandana con el nombre Les Citadins y bajo ese nombre llegó a ganar la Copa de Ruanda en 2001 venciendo en la final al APR FC en penales.
Tras ganar la copa nacional participó en la Recopa Africana 2002 donde fue eliminado en la primera ronda por el Fovu Baham de Camerún. En 2004 pasa a llamarse Kigali FC en la segunda división, donde estuvo por dos años y desaparece en 2006 luego de fusionarse con el Renaissance Kigali, equipo que militaba en la Primera División de Ruanda en ese momento, para crear al AS Kigali, tomando el lugar del Renaissance Kigali en la primera categoría.

## Palmarés
- Copa de Ruanda: 1

2001

## Participación en competiciones de la CAF
| Temporada | Torneo          | Ronda      | Club                | Casa | Visita | Global |
| --------- | --------------- | ---------- | ------------------- | ---- | ------ | ------ |
| 2002      | Recopa Africana | Preliminar | Stade Centrafricain | 4-0  | 2-3    | 6-3    |
| 2002      | Recopa Africana | 1          | Fovu Baham          | 1-3  | 0-1    | 1-4    |